# Clube Atlético Penapolense
El Clube Atlético Penapolense, és un club de futbol brasiler, de la ciutat de Penápolis, a l'estat de São Paulo. El seus colors son vermell, blau i blanc.
El club fou fundat en 1944 10 anys després de l'extinció dels clubs amateurs Corinthians i Penápolis, per representar el futbol professional de la ciutat. En 1951, és professionalitzarà per disputar els campionats de la FPF, més durant dècades, el club s'ha llicenciat diverses vegades ara fins als anys 2000, on va tornar a la quarta divisió del campionat paulista. El club va obtenir el seu primer títol el 2011, guanyant la Sèrie A3, i en l'any següent, accedeix a l'elit del campionat paulista, finalitzant en el quart lloc. El any 2014, el club arribà a les semifinals del campionat, eliminant el São Paulo als quarts de final i perdent davant el Santos FC. Actualment disputa la Sèrie A2 paulista.
El Penapolense juga a l'Estadi Tenente Carriço, amb a capacitat per a 9.000 persones.

## Palmarés
- 1 Campionat paulista Sèrie A-3: 2011
- 1 Campionat paulista de l'interior: 2014